# 高橋朝次郎
高橋 朝次郎（たかはし あさじろう、1902年9月24日 - 1976年8月5日）は、日本の実業家。キリンビール代表取締役社長や、同社代表取締役会長を務めた。広島県広島市出身。

## 人物・来歴
広島市立本川小学校、旧制広島一中を経て、1927年東京商科大学（現一橋大学）卒業、キリンビール入社。1942年営業部第一部長。1943年営業部第一部長兼東京支店長。1944年麦酒配給統制出向。1948年酒類配給公団理事。1949年酒類配給公団解散に伴い、キリンビールに復帰し、同社取締役営業部長に就任。1953年取締役営業部長兼宣伝部長。1958年常務取締役営業部長。1966年専務取締役。1969年から代表取締役社長を務め、史上最高の63.8パーセントの市場シェアを獲得。また、洋酒事業へ参入するなど経営多角化を進めた。1973年代表取締役会長。同年勲三等旭日中綬章受章。1974年如水会理事長。1976年急逝。